# Hambruna soviética de 1932-1933
La hambruna soviética de 1932-1933 afectó a las mayores áreas productoras de grano de la URSS, en particular las entonces repúblicas socialistas soviéticas de Ucrania y Kazajistán, así como el Cáucaso Norte y la región del río Volga, el sur de los Urales y Siberia Occidental. La manifestación de esta hambruna en la entonces República Socialista Soviética de Ucrania es usualmente conocida con su nombre original de Holodomor. Actualmente se estima la cifra de muertes entre 5,7 y 8,7 millones de personas.
A diferencia de la hambruna rusa de 1921, que tuvo lugar en el propio territorio de la Rusia bolchevique (la cual pronto fue renombrada oficialmente a República Socialista Federativa Soviética de Rusia o RSFSR), la información sobre la de 1932-34 fue deliberadamente suprimida de la historiografía soviética, no solo por el régimen de Iósif Stalin sino por el de sus sucesores. Hubo que esperar hasta el advenimiento de la glásnost (relajamiento de la censura estatal que acompañó a la perestroika), lanzada por Mijaíl Gorbachov entre 1986 y 1987, para que por fin se reconociese la efectiva existencia de aquella de manera oficial.

## Diversas estimaciones

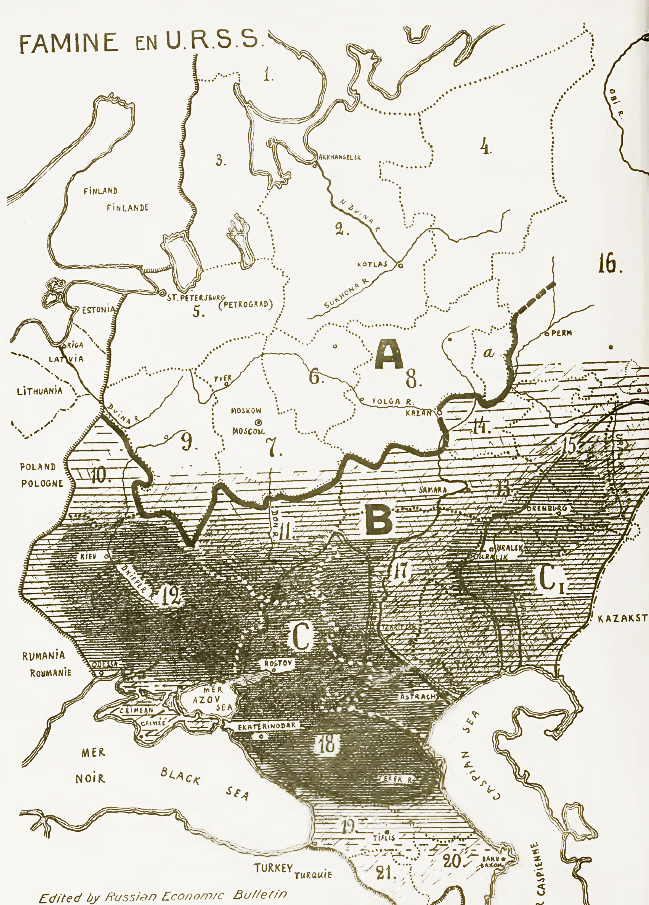
Hambruna soviética de 1932-1933 en la Unión Soviética.

La estadounidense Encyclopædia Britannica estima que de 6 a 8 millones de personas murieron debido a ella, siendo de 4 a 5 millones de los fallecidos de origen ucraniano.
El historiador británico Robert Conquest estimó en su libro The Harvest of Sorrow: Soviet collectivization and the terror-famine (La cosecha del dolor: La colectivización soviética y la hambruna de terror) que por lo menos unos once millones de campesinos habían muerto en el período 1932-33 (siete millones de ellos en Ucrania, dos millones en la región norte de la Transcaucasia y dos millones en otros territorios). Para el período extendido 1930-37, este autor estimó el número de campesinos muertos en once millones, con la muerte de otros tres millones y medio adicionales, en campos de trabajos forzados, después del último año citado. En otras palabras, habría implicado un total de catorce millones y medio de fallecidos (seis millones y medio debido a la deskulakización, un millón por la catástrofe demográfica kazaja y siete millones durante la hambruna de 1932-1933).
Por su parte, El libro negro del comunismo, publicado en 1997 en coincidencia con el 80.º aniversario de la revolución bolchevique, estima unos seis millones de muertes para el bienio 1932-33. Los campesinos ucranianos pagaron el precio más alto: cuatro millones de vidas perdidas. Los nómadas kazajos fueron sedentarizados a la fuerza y privados de sus ganados. En consecuencia, un millón falleció. Otro tanto costó la hambruna en el Cáucaso septentrional y la región de tierras negras.
Por otro lado, la obra de 2004 The years of hunger: Soviet agriculture, 1931–33 (Los años del hambre: la agricultura soviética, 1931-33), escrita por R. W. Davies y S.G. Wheatcroft, brinda una estimación de entre 2,5 y 3,5 millones de víctimas mortales. Otro estudio, que está basado en los datos brindados por las estimaciones de Davies y Wheatcroft, estima que hubo un número de 4,5 millones de víctimas mortales de la hambruna y la represión combinadas durante el corto período comprendido entre 1930 y 1933.

## Regiones afectadas

### Bielorrusia
Según cálculos realizados en el Instituto M. V. Ptukha de Demografía e Investigación Social de la Academia Nacional de Ciencias de Ucrania, la cantidad de pérdidas demográficas como resultado de la hambruna de 1932-1933. en la RSS de Bielorrusia hay 67.600 personas.

## Estimación de la pérdida de vidas
Se ha estimado que entre 3,3 y 3,9 millones murieron en Ucrania, entre 2 y 3 millones murieron en Rusia, y entre 1,5 y 2 millones (1,3 millones de los cuales eran de Kazajos) murieron en Kazajistán. Además de la hambruna kazaja de 1919-1922, estos acontecimientos hicieron que Kazajistán perdiera más de la mitad de su población en 15 años. La hambruna convirtió a los kazajos en una minoría en su propia república. Antes de la hambruna, alrededor del 60% de la población de la república eran kazajos; Después de la hambruna, sólo alrededor del 38% de la población eran kazajos.